# Dibenzazepină
Dibenzazepina (denumită și iminostilben) este un compus organic heterociclic cu formula chimică C14H11N. Este formată din condensarea a două nuclee benzenice cu unul de azepină.
Exemple de compuși care conțin nucleul dibenzazepinic sunt:

Carbamazepină
Clomipramină
Desipramină
Acetat de eslicarbazepină
Imipramină
Oxcarbazepină